# Дворец Маниал
Дворец и музей Маниала — бывший дворец на острове Рода на юге Каира, Египет в районе Эль-Маниал. Дворец и поместье были сохранены в качестве исторического дома-музея, отражающим образ жизни египетского принца и наследника Мохаммед Али Тевфик (1875—1955), дядя короля Фарука, между 1899 и 1929 годами. Он спроектировал его в стиле, объединяющем европейский модерн и рококо со многими традиционными стилями исламской архитектуры, включая османский, мавританский и другие стили. Персидский, создающий вдохновляющие сочетания в пространственном дизайне, архитектурном и внутреннем убранстве и роскошных материалах. Здесь хранились его обширные коллекции произведений искусства, мебели, одежды, серебра, предметов искусства и средневековые рукописи. Керамическая плитка в вестибюлен и мечети была создана армянским мастером Давидом Оганнесяном, родом из Кютахьи.